# Doto caramella
Doto caramella är en snäckart som beskrevs av Er. Marcus 1957. Doto caramella ingår i släktet Doto och familjen Dotoidae. Inga underarter finns listade i Catalogue of Life.